# Nathan Mayer Rothschild (nieto)
Nathan Mayer Rothschild (Londres, Inglaterra, 8 de noviembre de 1840 – ibídem, 31 de marzo de 1915) fue el primer Barón Rothschild. Hijo del Lionel de Rothschild y Charlotte von Rothschild y nieto de Nathan Mayer Rothschild, estudió en el Trinity College de Cambridge en donde hizo amistad con el futuro rey Eduardo VII. Ejerció como empresario, banquero y político.
En 1867 se casó con Emma Louise von Rothschild, de la rama alemana de los Rothschild, con quien tuvo tres hijos: Lionel Walter, 2.º barón Rothschild; Evelina Rothschild; y Charles Rothschild.
En 1847, su tío Anthony Nathan Rothschild fue creado baronet, pero cuando murió sin herederos el título pasó a su sobrino Nathan Mayer. En 1885 ocupó un escaño en la Cámara de los Lores y fue nombrado barón Rothschild. Rothschild fue el primer judío en ocupar un escaño en la cámara sin tener que haberse convertido al Cristianismo.
Desde 1865 hasta 1885, cuando fue hecho par, fue miembro liberal de la Cámara de los Comunes.
Fue socio de la rama inglesa del MN Rothschild and Sons y, cuando murió su padre en 1879, se convirtió en líder del banco familiar. Fue también financista de Cecil Rhodes en la Compañía Británica de Sudáfrica y en De Beers.